# Dalibor Bojović
Dalibor Bojović, slovenski nogometaš, * 8. avgust 1982.
Bojović je večino svoje kariere odigral v 2. slovenski nogometni ligi.

## Mednarodna kariera
Dalibor Bojovič je bil poklican za reprezentanco slovenske nogometne zveze U16 leta 1988. Debitiral je 18. marca 1988 v prijateljski tekmi proti Avstriji U16. Nadaljeval je še z dvema tekoma za reprezentanco slovenske mladinske reprezentance.